# Tipula (Lunatipula) acuminata
Tipula (Lunatipula) acuminata is een tweevleugelige uit de familie langpootmuggen (Tipulidae). De soort komt voor in het Palearctisch gebied.